# أنطوان باسلر
انطوان باسلر هو ممثل سويسري، ولد في 1953 بلوزان في سويسرا.

## أعمال

### أفلام
- (1997) دوبيرمان[2]
- (2007) 99 فرنك[3]
- (2009) نبي[4][5][6]
- (2011) عملية الدار البيضاء

## وصلات خارجية
- أنطوان باسلر على موقع IMDb (الإنجليزية)
- أنطوان باسلر على موقع ألو سيني (الفرنسية)
- أنطوان باسلر على موقع أول موفي (الإنجليزية)
- أنطوان باسلر على موقع قاعدة بيانات الأفلام السويدية (السويدية)
- أنطوان باسلر على موقع ديسكوغز (الإنجليزية)
- أنطوان باسلر على موقع قاعدة بيانات الفيلم (الإنجليزية)
- أنطوان باسلر على موقع كينوبويسك (الروسية)